# Aikido

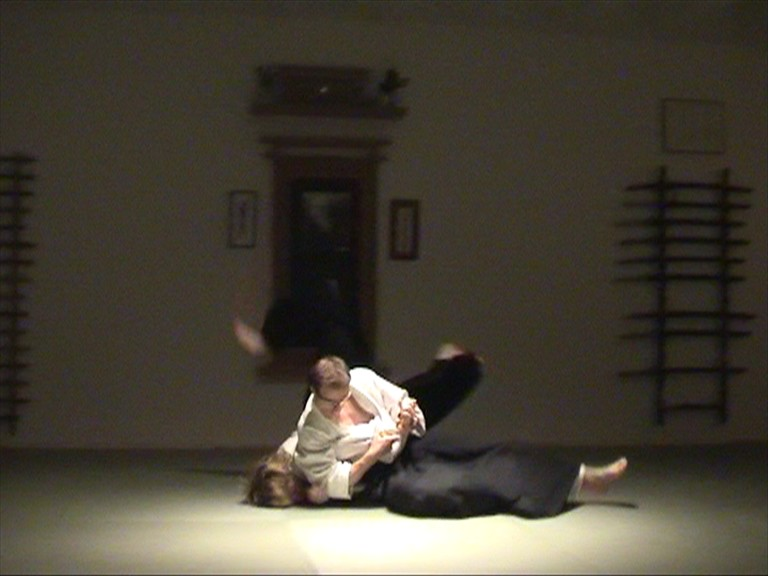
Josef Vikström, UPPSALA AIKIKAI. Teknik: Hijikime osae.

För andra betydelser, se Aikido (olika betydelser).
Aikido (合気道 aikidō?) är en budogren, det vill säga en japansk kampkonst, grundad av Morihei Ueshiba i mitten av 1920-talet. Aikido är utvecklad framför allt ur jujutsu-grenen Daito Ryu och svärdskonst.

## Allmänt
Ordet aikido skrivs på japanska med tre tecken (合気道) och kan översättas: "den harmoniska kraftens väg", "vägen till harmoni med livskraften" eller "vägen till harmonisk anda". Aikidons tekniker är baserade på cirkulära rörelser som delvis kommer från svärdskonst, och på att aldrig konfrontera energi eller kraft. Man strävar efter att aldrig möta kraft med kraft, utan att lägga sin kraft till den andres och därigenom uppnå harmoni. Därför spelar storlek och fysisk styrka liten roll i aikido. 
Teknikerna är framförallt kast- och grepptekniker, samt vapentekniker med bokken (träsvärd) och jo (rundstav). I en del klubbar och inriktningar tränar man lika mycket med vapen som utan, i andra är nästan all träning tomhänt. Även tekniker mot tanto eller tanken (dolk eller kniv, vid träning används en attrapp av trä) är vanlig. Större delen av träningen utförs parvis, där man turas om att göra teknikerna på varandra. 
Trots att aikido i många avseenden tränas som en självförsvarskonst, talar man inte om motståndare utan om partner. De flesta grenar av aikido har inga tävlingar, och man talar gärna om att utvecklas genom samarbete i stället för genom konkurrens. Dock tävlas det i mindre utsträckning i Tomiki akido. Tomiki tävlar i randori med tantō.

## Stilar/organisationer

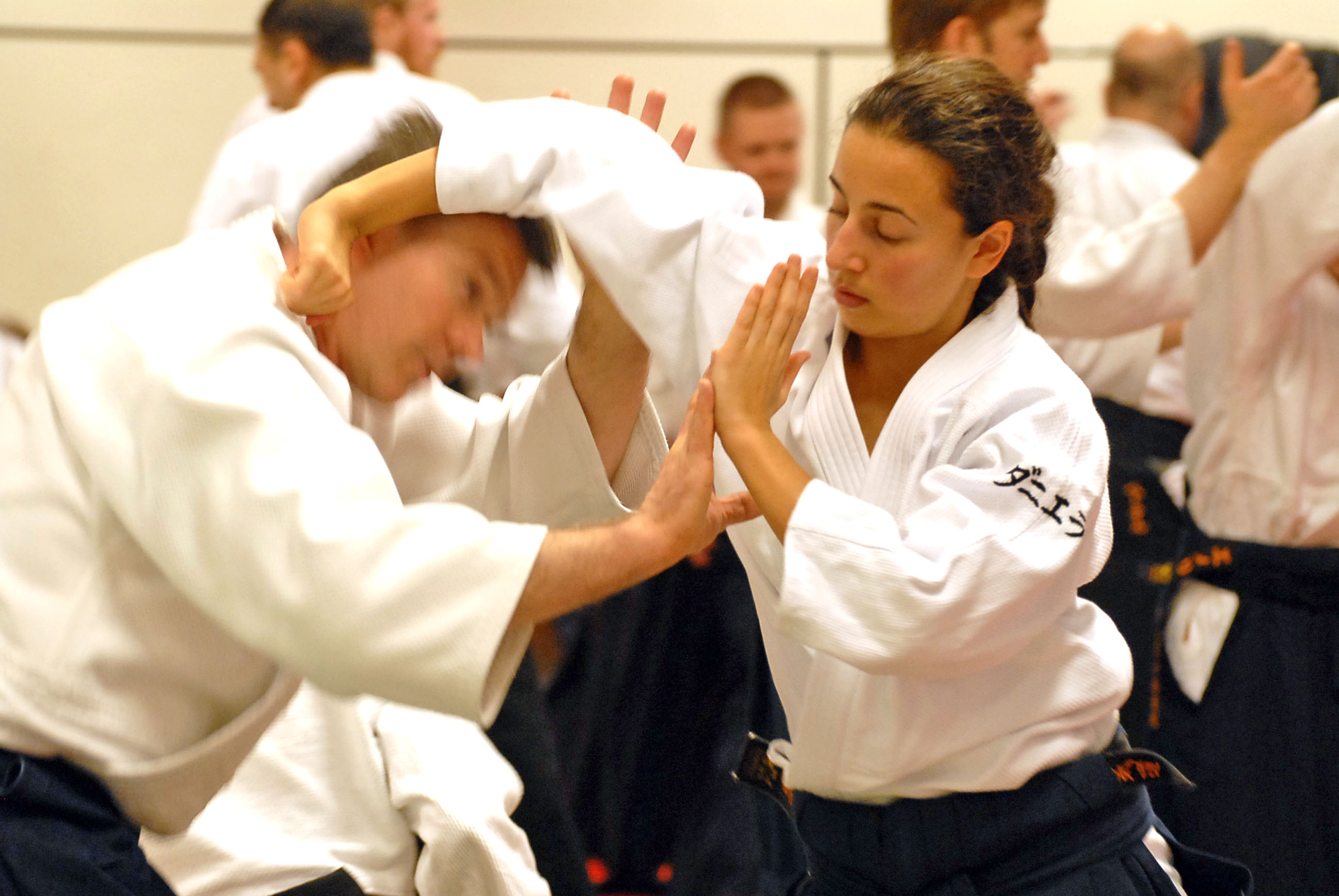
Utövare från Svenska Aikidoförbundet.

Inom hela budon använder man ofta ordet stil, och syftar mera på organisation än tekniskt utförande. Så även inom aikidon. 
Aikikai är den största och äldsta aikidoorganisationen, internationellt såväl som i Sverige. Stiftelsen Aikikais överhuvud är aikidons skapare Morihei Ueshibas sonson Moriteru Ueshiba, och i Aikikai återfinns alla aikidolärare som inte valt att lämna organisationen. Aikido inom Aikikai kan därför se ganska olika ut. De större inriktningarna inom svenska Aikikai är
- den gren som följer den framlidne Morihiro Saitos syn på aikido. Tidigare hade denna gren en egen organisation, Iwama Ryu, med ett eget graderingssystem. Internationellt kallas grenen ofta Iwama Style, varav en del tidigare ingick i Iwama Ryu men de flesta hela tiden härbärgerats inom Aikikai. En av de mest framstående lärarna inom denna gren är Ulf Evenås i Göteborgs aikidoklubb. Morihiro Saitos son Hitohiro har brutit med Aikikai och skapat en egen organisation, Iwama shin shin aiki shurenkai
- elever till Shoji Nishio som tränar och graderar på det sätt han lärde ut aikido har samlats i ett eget nätverk, Hokuo Aikikai, men det finns även starka Nishio-influenser i klubbar som inte ingår i detta nätverk.
- en grupp klubbar har fransmannen Christian Tissier och den japanske Seishiro Endo som huvudsaklige lärare; dessa två har det gemensamt att de kan betraktas som elever till framlidne Seigo Yamaguchi
- några klubbar har starkare eller svagare band till Yasuo Kobayashi, vilka främst upprätthålls via klubben Iyasaka i Stockholm.
- många svenska klubbar har inte starka band till någon särskild lärare utan tar inspiration från olika håll.

Ki-aikido (egentligen Shin Shin Toitsu Aikido) är den andra organisationen som i Sverige har någorlunda omfattning. Aikidon inom organisationen är väl sammanhållen tekniskt sett, och är alltså en stil även i den bemärkelsen. 
Tomita Academy är en mindre organisation som omfattar de utövare som är knutna till den i Stockholm bosatte läraren Takeji Tomita. Tomita var elev till Morihiro Saito, innan de 1992 kom överens om att avsluta sitt samarbete. Rent tekniskt ligger Tomita Academy närmast Iwama-grenen inom Aikikai.
Tomiki aikido (Shodokan aikido) och Yoshinkan är två internationellt sett stora stilar som ännu inte finns i Sverige.
I Sverige organiseras aikidon genom Svenska Aikidoförbundet, som är ett underförbund till Svenska Budo- och Kampsportsförbundet.

## Graderingar i aikido
Liksom i de flesta japanska budoarterna har man graderingar. Detta är ett sätt att manifestera sin utveckling genom ett prov (gradering) som belönas med examen (grad). Svartbältesgraderna kallas dangrader, och graderna under detta för kyugrader. I de flesta klubbar i Sverige bär man som kyugraderad vitt bälte ända fram till svartbältesgraderna. Gradering till svart bälte överses eller utförs som regel av klubbens sensei, vilken i samband med godkänd gradering oftast överlämnar det svarta bältet personligen. I Sverige varierar det vid vilken grad man får börja bära hakama, vida svarta eller mörkblå kjolliknande byxor. Inom Aikikai och Iwama Ryu i Sverige är det oftast tredje kyu som gäller medan man i inom Ki-Aikido får det först vid andra kyu, vilket är två grader ifrån svart bälte. I de flesta länder är normen att endast svartbältesgraderade bär hakama.
Kyu-grader räknas uppifrån och nedåt. Man börjar alltså med en kyu-grad med hög siffra (ofta sjätte kyu), medan första kyu är den högsta kyugraden. Dan-grader (svartbältesgrader) räknas däremot uppåt: 1:a dan, 2:a dan och så vidare. Detta system är detsamma i de flesta budoarter.

## Högre aikidograder i Sverige
Svensk aikidos länge obestridlige senior Jan Hermansson var den förste svensk som erhöll graden 7:e dan Aikikai år 2007. Året efter erhöll även Ulf Evenås graden 7:e dan. 2023 hade även Roland Hultberg, Stefan Stenudd, Urban Aldenklint, Jan Nevelius, Börje Lindén, Lars-Göran Andersson, Cenneth Sparby, Peter Spangfort och (som första kvinna i Sverige) Cecilia Ralfe-Stelander tilldelats graden 7 dan Aikikai. Samtidigt har mer än 30 svenska aikidoutövare erhållit graden 6 dan aikikai. Grader över 4 dan Aikikai delas ut av den internationella stiftelsen Aikikai Foundation till personer som utfört betydande insatser för Aikido.
Ulf Evenås innehar även 7:e dan i Iwama Ryu aikido och var utnämnd till shihan i denna stil, som upphörde som administrativ enhet i och med den japanske läraren Morihiro Saitos död. Evenås är representant i ett nätverk för traditionell aikido i Skandinavien - Takemusu Aikido Scandinavia.
Den 12 januari tilldelades Ulf Evenås den högsta graden i Aikido, 8:e dan. Det är första gången en svensk når 8:e dan.
Jan Eriksson innehar graden 7e dan i Ki-Aikido.

## Böcker
- Stefan Stenudd: Aikido, den fredliga kampkonsten ISBN 91-7894-018-4
- Toshiro Suga: Ken, the roots of Aikido av Toshiro Suga ISBN 3-939703-40-0
- Toshiro Suga: Jo, the pillar of Aikido av Toshiro Suga ISBN 3-939703-41-9
- Jaff Raji: Aikido Kihon Gi Teil 1 - 5 (BASIS, SHOMEN UCHI, YOKOMEN UCHI, USHIRO WAZA, BUKI WAZA - TANINZU GAKE) av Jaff RAJI  ISBN 3-939703-27-3
- Aikido av Tamura Nobuyoshi